# Cláudia Antônia
Cláudia Antônia (Roma, 30 — Roma, 66) foi uma filha do imperador Cláudio e de Élia Pecina.
Cláudio teve filhos com suas três esposas:
- Druso e Cláudia, filhos de Urgulanila
- Cláudia Antônia, filha de Élia Pecina.
- Otávia e Germânico, mais tarde chamado de Britânico, filhos de Messalina.

Ela foi casada com Cneu Pompeu Magno. Magno foi acusado de traição por Messalina e executado.
Após a morte de Magno, Antônia se casou com Fausto Cornélio Sula Félix, meio-irmão de Messalina. No ano 48, eles tiveram um filho.